# Castillo de Neidpath

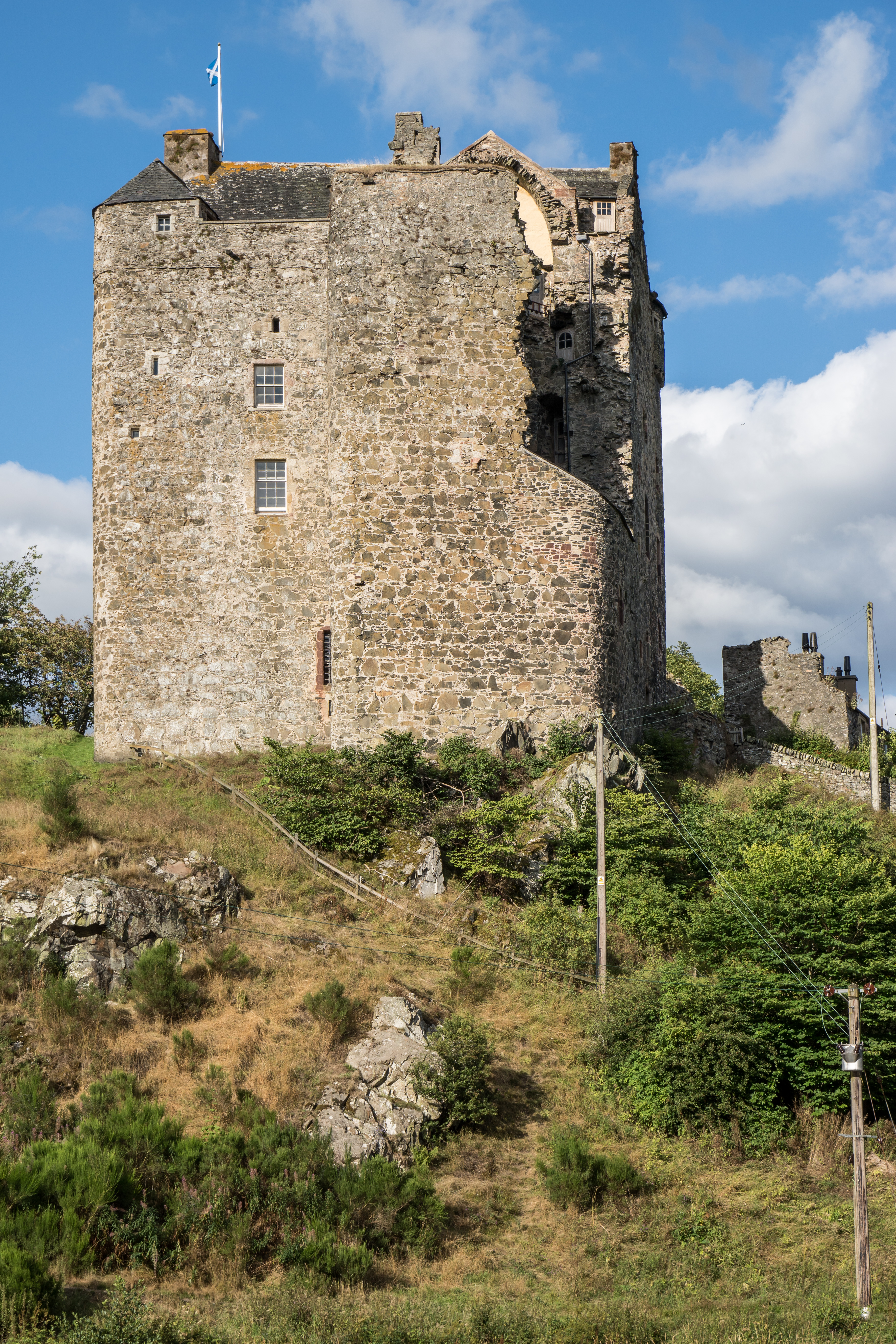
El castillo de Neidpath

Neidpath Castle es una fortificación con planta en forma de L, del siglo XIV, que se alza sobre el río Tweed, en Peebles en los Borders de Escocia.

## Historia
Aunque es posible que existía antes una torre peel en el mismo lugar, construida por sir Simon Fraser, del Clan Fraser, el castillo actual fue construido probablemente por sir William de Haya a finales del siglo XIV.